# Gumista
Gumista (georgiska: გუმისთა) är ett vattendrag i Georgien. Det ligger i den autonoma republiken Abchazien, i den nordvästra delen av landet.
Gumista börjar där Västra Gumista och Östra Gumista går ihop. Därifrån flyter den söderut och mynnar i Svarta havet.